# Villambrán
Villambrán (llamada oficialmente Santa María de Vilambrán) es una parroquia y una aldea española del municipio de Láncara, en la provincia de Lugo, Galicia.

## Organización territorial
La parroquia está formada por una entidad de población:
- Vilambrán

## Demografía
Gráfica demográfica de la aldea de Vilambrán y de la parroquia de Villambrán según el INE español:
| Gráfica de evolución demográfica de Villambrán entre 2000 y 2020 |
|                                                                  |
| Datos según el nomenclátor publicado por el INE.                 |